# Strassen (Tyrol)
Pour les articles homonymes, voir Strassen.
Strassen est une commune autrichienne du district de Lienz dans le Tyrol.